# Олово(II) ацетат
Олово-ацетат је со олова чија је хемијска формула . 

## Добијање
Добија се кувањем оловне глеђи са сирћетном киселином, а потом кристализацијом добијеног производа. Тако се добијају бели кристали.

## Својства
Познат је под називом оловни шећер. Иако је слатког укуса, веома је отрован. Раствара се у води (46 грама у 100 грама воде на температури од 15°).

## Употреба
Употребљава се у медицини и у лабораторији за добијање других једињења олова.